# Hubert Masařík
Hubert Masařík (2. srpna 1896 Tovačov – 13. října 1982 Praha) byl československý právník, státní úředník a diplomat. V roce 1938 se účastnil jako člen anglické delegace ve funkci československého pozorovatele mnichovských jednání v září 1938. K jednání však nebyl připuštěn.

## Život
Pocházel z rodiny řídícího učitele, po absolvování gymnázia v Přerově v roce 1915 vystudoval práva na Právnické fakultě Univerzity Karlovy v Praze, kde v roce 1920 získal titul Doktor práv. V letech 1919–1920 absolvoval diplomatické kursy na Právnické fakultě Univerzity Karlovy. Již od dubna 1920 začal působit nejprve jako smluvní a posléze řádný úředník československého Ministerstva zahraničních věcí.

## V diplomatických službách
Začínal jako konzulární atašé v politické sekci, po krátkém působení v kabinetu ministra byl pak k 1. 11. 1921 přeložen nejprve jako atašé (posléze legační tajemník II. třídy) na vyslanectví v Bruselu. V Belgii působil až do roku 1928 a zahraniční úřad opakovaně vedl také jako chargé d’affaires.
Po návratu do Prahy se stal parlamentním referentem v kabinetu Edvarda Beneše. V roce 1929 byl jako legační tajemník (a později legační rada II. třídy) přidělen na vyslanectví do Sofie, kde pracoval do roku 1936 jako zástupce tituláře a prožil zde zvraty bulharské scény let 1934–1935.
Na podzim 1936 byl jmenován opět parlamentním referentem ministra zahraničí, tehdy již Kamila Krofty. Fungoval i jako spojka Ministerstva zahraničí k politickým stranám. Také psal komentáře do revue Demokratický střed.

### Mnichovská dohoda
Vrchol jeho diplomatické služby přišel koncem září 1938, kdy byl spolu s vyslancem Vojtěchem Mastným delegován jako československý zástupce do Mnichova, kde se 29. září sešli zástupci Německa (Adolf Hitler), Itálie (Benito Mussolini), Francie (Édouard Daladier) a Spojeného království (Neville Chamberlain), aby jednali o krizové situaci mezi Německem a Československem. Z české delegace však k jednání nebyl nikdo připuštěn. S Vojtěchem Mastným proto čekal na výsledek jednání v nedalekém hotelu. Finální text jim byl předán, aby o něm informovali československou vládu. K výsledku konference již nemohli vznést žádné námitky. Přijetí Mnichovské dohody československou vládou dne 30. září znamenalo postoupení pohraničních území Československa Německu. Masařík patřil mezi osobnosti, které se nechtěly s kapitulací smířit, a krátce po podpisu Mnichovské dohody se zúčastnil schůzky významných osobností, které diskutovaly možnost vojenského odporu. Jednou ze zvažovaných možností byl i vojenský převrat, k žádnému rozhodnutí ale nedošlo.

## Během války
Vzápětí po vzniku druhé republiky byl jmenován šéfem kabinetu nového ministra zahraničí Františka Chvalkovského, kterého také doprovázel při jeho cestách do Německa. Po okupaci byl převeden do předsednictva ministerské rady a jmenován přednostou koordinačního odboru, do jehož náplně náležel mimo jiné styk šéfa vlády Aloise Eliáše s úřadem říšského protektora. Podílel se však i na části odbojových aktivit ministerského předsedy. V letech 1940–1941 byl předsedou jednatelského sboru tehdejšího Českého rozhlasu. Počátkem října 1941, po Eliášově zatčení, byl dočasně také zatčen, později byl především zásluhou italských a německých přátel propuštěn a k 30. 6. 1942 penzionován. V letech 1943–1945 pracoval v pražské kanceláři firmy Beag-Baťa.

## Po válce
Po osvobození byl v letech 1945–1946 internován a vyšetřován pro obvinění z kolaborace. Byl však zproštěn všech obvinění. Do definitivního penzionování roku 1958 pracoval mimo jiné u družstva Golgot a později u Krajské odbytové a zásobovací základny v Praze.

## Dílo
V 60. letech sepsal objemné memoáry, z nichž však mohly vyjít jen výňatky. Jejich úplné znění pod názvem V proměnách Evropy – Paměti čs. diplomata bylo vydáno až roku 2002. Spolu s Benešovou knihou Paměti, Od Mnichova k nové válce a k novému vítězství a knihou Vojtěcha Mastného Vzpomínky diplomata se jedná o hlavní české informační zdroje k vývoji diplomatických okolností předcházejících Mnichovské dohodě, včetně nástupu Adolfa Hitlera k moci.